# 一條忠香
一條忠香（1812年3月25日—1863年12月17日），是江戶時代末期的公卿；也是藤原北家攝關家的一條家當主、明治天皇的皇后昭憲皇太后的父親。

## 生涯
一條忠香在文化九年（1812年）出生，是父母一條忠良和細川富子（細川齊茲女）的第四子，出生後即過繼給早死的兄長一條實通作養子繼承一條家。文政二年（1819年）敘從五位下，歷任左近衛少將與左近衛中將，在文政三年（1820年）昇敘從三位，位列公卿。
文政五年（1822年）成為權中納言，後升任權大納言。安政年間任內大臣的他在將軍繼嗣問題上支持一橋派，並支持公武合體，與尊王攘夷的公家對立。後來安政六年（1859年）四月，一條忠香受安政大獄牽連，需接受謹慎處分。
萬延元年（1860年）升敘從一位，三年後逝世，享年52歲。